# República Socialista de Serbia
La República Socialista de Serbia, abreviado como RS de Serbia (en serbocroata: Socijalistička Republika Srbija, Социјалистичка Република Србија) fue una república constituyente de la antigua República Federativa Socialista de Yugoslavia. Fue denominada inicialmente como Estado Federado de Serbia (Федерална Држава Србија, Federalna Država Srbija) entre 1943 y 1945, y como República Popular de Serbia (Народна Република Србија, Narodna Republika Srbija) entre 1945 y 1963. Fue la república más grande en la federación yugoslava, teniendo también la mayor población de todas sus repúblicas, y albergaba la mayor concentración de desarrollo económico y político en la República Federativa Socialista de Yugoslavia. Belgrado era su capital, a la vez que también fue la capital federal de Yugoslavia.

## Historia

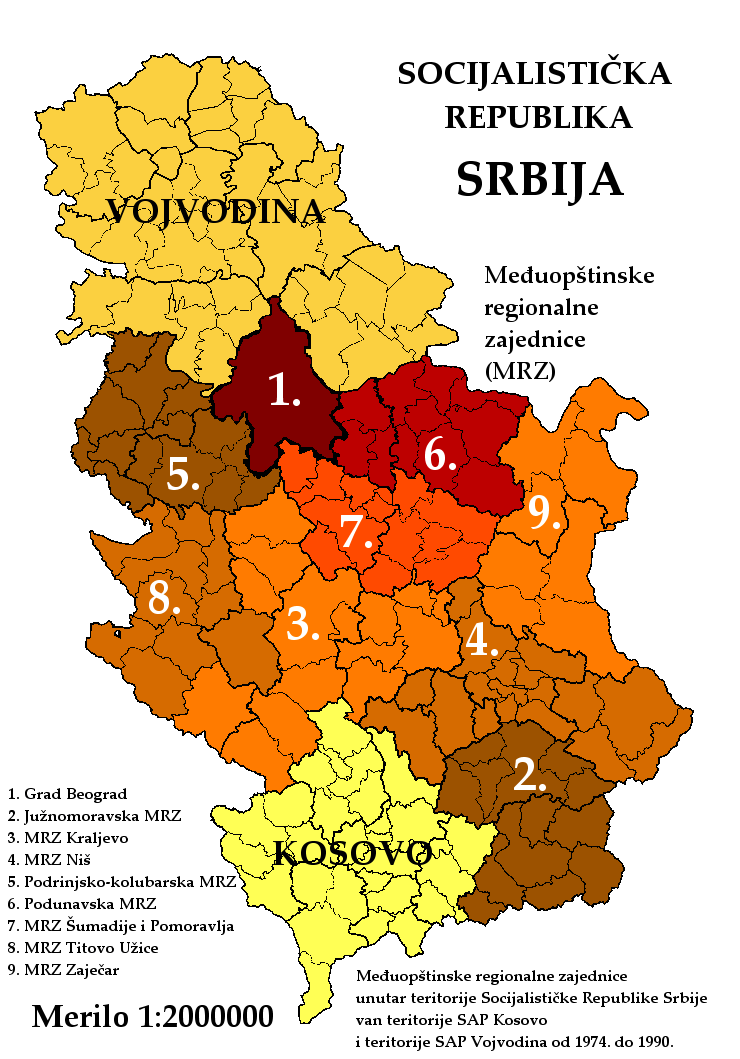
Divisiones administrativas de la República Socialista de Serbia entre 1974 y 1990.

Luego de la invasión alemana al Reino de Yugoslavia en 1941, el 4 de julio del mismo año el Comité Central del Partido Comunista de Yugoslavia toma la decisión de comenzar una sublevación, que, bajo las órdenes del comandante Josip Broz Tito, debía comenzar en Serbia Occidental a establecer un territorio liberado que sirviese como centro operacional para expandir la rebelión en otras partes. Dos meses y medio después, los partisanos tomaron posesión de Užice y los territorios aledaños, convirtiéndose en el territorio liberado más grande de toda Yugoslavia, y estableciendo la República de Užice.
Los intentos del Gobierno de Salvación Nacional colaboracionista y los alemanes presentes en el área por aplacar la rebelión fueron infructuosos, por lo cual a finales de septiembre del mismo año, la Alemania nazi envía una fuerza de 80.000 soldados, comenzando la primera ofensiva en Serbia Occidental y Šumadija, llevando a cabo masacres en Kragujevac, Kraljevo y Šabac. Paralelamente a esto, había hostilidades entre los partisanos yugoslavos y los Chetniks. Superados por las fuerzas ocupantes, los líderes partisanos se vieron forzados a huir a la región del Sandžak y el este de Bosnia.
Entre 1942 y 1943, las operaciones de los partisanos se vieron altamente obstaculizadas por las fuerzas chetniks de Draža Mihailović y su ocasional cooperación con el Eje. A pesar de ello, las fuerzas partisanas al sur de Serbia aumentaban su poder silenciosamente.
En noviembre de 1943, el Cuartel Supremo de los partisanos envía a la 2.ª División Proletaria y a la 5.ª División de Krajina a Serbia Oriental, acrecentando su poderío en el área. Para 1944 habían formado ocho divisiones y dos cuerpos nuevos. Junto a los partisanos de Montenegro, Bosnia Oriental y el Sandžak pudieron liberar prácticamente todo el territorio serbio a finales de aquel año.
Los partisanos serbios cooperaron con unidades del Ejército de Liberación Nacional de Macedonia y Kosovo para encargarse de las fuerzas nazis que se retiraban de Grecia. La 1.ª Proletaria y el 15.º Cuerpo de Voivodina liberaron Serbia occidental, el 14.º Cuerpo Serbio y el 57.º Ejército Rojo de Serbia oriental, y el 13.º Cuerpo Serbio Partisano, Niš y otras ciudades del sur.
La Liberación de Belgrado entre septiembre y octubre de 1944 fue llevada a cabo por fuerzas partisanas junto al Ejército Rojo en coordinación, y significó el fin de la ocupación alemana de Serbia y el gobierno títere fascista de Milan Nedić. Para fin de año, toda Serbia estaba libre del control nazi. La República Socialista de Serbia es formalmente fundada en abril de 1945.
En 1990 la República Socialista de Serbia cambió su nombre a simplemente República de Serbia. La entidad política de esta república fue formalmente disuelta en 1992, con la formación de la República Federal de Yugoslavia en el contexto de la disolución de la Yugoslavia socialista.

## Áreas administrativas
Dentro de la República Socialista de Serbia existían dos provincias autónomas:
- Provincia Autónoma Socialista de Voivodina
- Provincia Autónoma Socialista de Kosovo

La parte central de la República Socialista de Serbia, situada fuera de las dos provincias autónomas en general, se conoce como "la propia Serbia" ("Uža Srbija").